# Руй Лопес де Сеґура
Руй Лопес де Сеґура (ісп. Ruy Lopez de Segura; XVI сторіччя) — іспанський шахіст і шаховий теоретик. Священник. Один з найвидатніших шахістів Європи XVI сторіччя.

## Життєпис і діяльність
Походив з містечка Сафра в Естремадурі. У 1559—1573 під час перебування в Римі в церковних справах грав з найсильнішими місцевими шахістами, перемігши всіх, зокрема відомого Джованні Леонардо да Кутро. За шахові заслуги отримував великі грошові нагороди від короля Іспанії Філіпа II.
У 1561 році в місті Алькала видав «Книгу про спритність і мистецтво гри в шахи» (ісп. Libro de la invencion liberal y arte del juego del Axedrez), присвячену Дону Карлосові, інфантові Філіппа II. На 150 аркушах розлого проаналізував дебюти та правила практичної гри, зайнявши критичну позицію щодо трактату португальця Педро Даміано. Уперше вжив термін «гамбіт», завдяки йому один з найпопулярніших дебютів зараз носить назву «іспанська партія» чи «дебют Руй Лопеса». Трактат Лопеса мав вищий рівень (особливо дебютів), ніж праці шахістів-попередників (Лусени та Педро Даміано), і став новим етапом у розвитку європейських шахів. 1584 року вийшов італійський переклад праці, який здійснив Тарсіо, а в наступному столітті вийшло кілька перекладів на французьку мову. На праці Лопеса ґрунтувався Селенус під час роботи над своєю шаховою книгою. Єдиним елементом книги, що швидко застарів, була відсутність рокіровки.
1575 року при дворі Філіппа II відбувся відомий шаховий турнір, де змагалися іспанець Руй Лопес та італійці Джованні Леонардо да Кутро і Паоло Бої. Лопез зазнав поразок від італійських гостей, що символізувало перехід центру європейських шахів від Іспанії, яка була законодавцем шахової моди XVI сторіччя, до Італії, чиї гравці були найсильнішими на континенті в XVII сторіччі.